# Coniogramme fraxinea
Coniogramme fraxinea là một loài thực vật có mạch trong họ Adiantaceae. Loài này được (D. Don) Fée ex Diels miêu tả khoa học đầu tiên năm 1899.